# Благовещенье (Лухский район)
Благове́щенье — село в Лухском районе Ивановской области, административный центр Благовещенского сельского поселения. 
Расположено на реке Добрице (левый приток реки Лух). Расстояние до районного центра (посёлок Лух) — 10 км.

## История
В 1822 году в селе была построена каменная Благовещенская церковь с престолами в честь Божьей Матери, празднования Её Благовещенья, Святителя Николая и Сергия Радонежского.
В XIX — первой четверти XX века село являлось центром Благовещенской волости Юрьевецкого уезда Костромской губернии, с 1918 года — Иваново-Вознесенской губернии.
С 1935 года село являлось центром Благовещенского сельсовета Лухского района Ивановской области, с 2005 года — центр Благовещенского сельского поселения. 
До 2016 года в селе действовала Благовещенская основная школа.

## Население
| 1872 | 1907 | 2002 | 2010 |
| ---- | ---- | ---- | ---- |
| 170  | ↗216 | ↗277 | ↘256 |

## Достопримечательности
- Церковь Благовещения Пресвятой Богородицы (1822)[6].